# Хугуань
Хугуа́нь (кит. упр. 壶关, пиньинь Húguān) — уезд городского округа Чанчжи провинции Шаньси (КНР).

## История
Уезд Хугуань был создан в этих местах при империи Западная Хань. При империи Восточная Цзинь он был расформирован, но при империи Северная Вэй в 489 году создан вновь. При империи Суй в 596 году из него был выделен уезд Шандан (上党县); при империи Суй в 607 году уезд Хугуань был присоединён к уезду Шандан, но при династии Тан в 621 году выделен вновь.
В 1949 году был образован Специальный район Чанчжи (长治专区), и уезд вошёл в его состав. В 1958 году Специальный район Чанчжи был переименован в Специальный район Цзиньдуннань (晋东南专区); при этом к уезду Хугуань была присоединена часть территорий расформированного уезда Пиншунь. В 1960 году уезд Пиншунь был воссоздан, и уезд Хугуань вернулся к прежним границам.
В 1970 году Специальный район Цзиньдуннань был переименован в Округ Цзиньдуннань (晋东南地区). В 1985 году постановлением Госсовета КНР были расформированы город Чанчжи и округ Цзиньдуннань, а на их территории образованы городские округа Чанчжи и Цзиньчэн; уезд вошёл в состав городского округа Чанчжи.

## Административное деление
Уезд делится на 5 посёлков и 7 волостей.